# 中非共和国历史
中非共和国的历史一般可以分为四个时期。最早的时期为游牧民族在约10000年前开始在此定居并从事种植和捕鱼。下一个时期为大约1000年至3000年前，一些非土著从其他非洲大陆地区迁居至此。第三个时期是法国和德国的殖民征服，时间为19世纪后期至1961年。最后的一个时期是中非共和国独立至今。

## 早期历史
约10000年前，荒漠化使得狩猎和采集的部落向南迁徙来到中非北部的萨赫勒地区。这些部落开始定居并从事农业活动，这个成为新石器革命的一部分。
在7世纪，中非已经有众多居民居住，他们部分被几大帝国统治，有加涅姆-博努（Kanem-Bornu）、瓦达伊（Ouaddai）、巴吉尔米（Baguirmi）和沿着上尼罗（the Upper Nile）以乍得湖为基地的达富（Dafour）部落。后来，多个苏丹国宣称拥有现今中非，并把它作为奴隶的来源。

## 法国殖民（1894—1940年）
1875年，苏丹国苏丹Rabih az-Zubayr统治上乌班吉。1894年纳入法属刚果，1903年为法属乌班基‧夏利领地（Territoire d'Oubangui-Chari），1910年属法属赤道非洲。

## 非殖民化（1940—1960年）
1940年8月，此地与剩余的法属赤道非洲一起响应戴高乐的自由法国。第二次世界大战后，法国给予自治权。1946年，所有的法属赤道非洲居民被赋予法国公民并允许建立地方议会。乌班吉沙立的地方议会由巴泰勒米·波冈达领导，他是一名罗马天主教司铎。1958年成立自治政府，之后成为半自治的中非共和国（Répulique Centrafricaine），波冈达担任首任总理，1959年波冈达死于空难之中，大卫·达科（David Dacko）继任为总理。
1960年8月13日中非共和国独立后，大卫·达科出任临时总统，不久成为该国首任总统，实施一党专政。
1964年中非共和国与中华人民共和国建交。

## 博卡萨政变
1965年12月31日晚上，陆军参谋长博卡萨上校发动政变推翻达科，博卡萨在次日自立为总统。博卡萨上台后推行暴政，人民苦不堪言。1976年12月4日，博卡萨自封皇帝，改国名为中非帝国，并在次年12月4日举行盛大的加冕礼。

## 达科反政变
1979年9月20日，前总统达科趁博卡萨出国访问利比亚之际，在法国军队协助下发动政变推翻博卡萨，宣布废除帝制，恢复共和。达科再次出任总统，并恢复国名为中非共和国。
1980年3月达科建立中非民主联盟，代替原黑非洲社会进化运动。1981年3月达科当选为总统。

## 科林巴政变
1981年9月，中非武装部队总参谋长安德烈·科林巴将军发动政变推翻达科，宣布达科总统辞职，军队接管政权，成立全国复兴军事委员会，行使行政、立法权力。科林巴任全国复兴军事委员会主席、国家元首、政府首脑。对外奉行不结盟和国际合作政策，维护民族和国家主权，强调睦邻友好。

## 多党选举
1993年，中非举行历史上首次民主选举，昂热-菲利克斯·帕塔塞当选总统。

## 博齐泽政变
2003年3月，前武装部队参谋长弗朗索瓦·博齐泽的部队攻入首都班基，帕塔塞政府被推翻，博齐泽自立为总统。博齐泽在2005年总统选举中胜出。曾经接待流亡的海地总统阿里斯蒂德。2007年4月13日，政府与民主团结联盟在比劳签署和平协议。2010年4月的总统选举被延期。

## 塞雷卡冲突
2012年后期，旧的反叛组织更名为“塞雷卡重新战斗”，重启冲突。另有其他未知名组织加入。2012年12月27日博齐泽请求国际援助，遭到了法国的拒绝。2013年1月11日停火协议在加蓬签订，反叛组织放弃要求总统辞职。2013年3月24日，反叛军控制首都大部分地区。博齐泽逃离出中非共和国。塞雷卡领导人米歇尔·乔托迪亚宣布自己为总统。2014年1月23日，凯瑟琳·桑巴-潘扎担任临时总统。